# Cranoglanis
Cranoglanis — єдиний рід родини Cranoglanididae з надродини Ictaluroidea ряду сомоподібних риб. Має 5 видів. Інша назва «броняголові соми».

## Опис
Загальна довжина представників цього роду коливається від 30 до 45 см. Голова помірного розміру, зверху вкрита кістяними пластинами. У них 4 пари вусиків. Очі великі. Тулуб кремезний, вкритий лускою. Спинний плавець високий та короткий з шипами та 5-6 гіллястими променями. Грудні плавці також наділені шипами. Хвостовий плавець з глибоким вирізом.
Забарвлення світле.

## Спосіб життя
Полюбляють прісноводні водойми. Віддають перевагу чистим, прозорим річкам. Активні переважно у присмерку або вночі. Це хижі риби. Живляться рибою, рослинною їжею, водними безхребетними.
Зрідка тримають в акваріумах.

## Розповсюдження
Мешкають у Китаї та В'єтнамі.

## Види
- Cranoglanis bouderius
- Cranoglanis caolangensis
- Cranoglanis henrici
- Cranoglanis multiradiatus
- Cranoglanis songhongensis